# Couronne du royaume de Pologne
Ne doit pas être confondu avec Joyaux de la Couronne polonaise.
1385–1795
Entités précédentes :
- Royaume de Pologne

Entités suivantes :
- Royaume de Prusse
 Monarchie de Habsbourg
 Empire russe

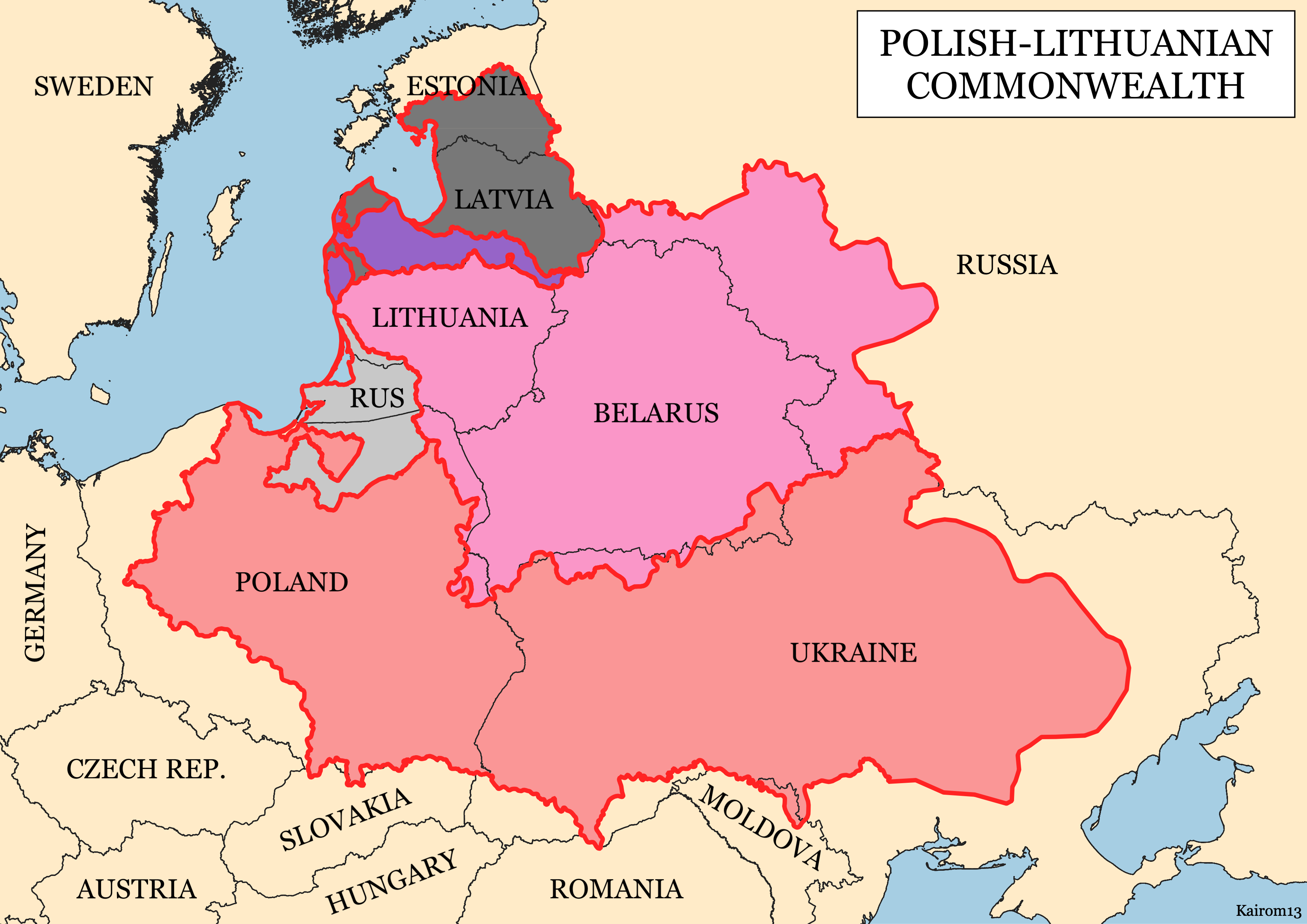
Carte administrative de la république des Deux Nations et ses fiefs, en 1619 (sur la carte de l'Europe actuelle).
La Couronne, possessions du royaume de Pologne
Grand Duché de Lituanie
Duché de Prusse (semi-indépendant, fief polonais)
Duché de Courlande (fief lituanien)
Duché de Livonie

La couronne du royaume de Pologne (en polonais : Korona Królestwa Polskiego, en latin : Corona Regni Poloniae), ou simplement la Couronne (Korona), regroupe, entre 1569 et 1795, les possessions territoriales de la partie polonaise, héritière du royaume de Pologne, de la république des Deux Nations.

## Histoire
Traditionnellement, le royaume de Pologne commence vers l'année 966, lorsque Mieszko Ier et son royaume slave païen deviennent chrétiens. Le Baptême de la Pologne, marque le processus de création de l'État polonais. En 1025, le prince Bolesław Chrobry, duc de Pologne, fils aîné et successeur de Mieszko, devient le premier roi couronné de Pologne.

## Politique
La création de la Couronne du royaume de Pologne est une étape importante dans l'évolution de l'État polonais et de l'identité européenne. Il représente le concept du royaume polonais (nation), distinctement séparé de la personne du monarque. Après la signature de l'union de Lublin en 1569, le royaume de Pologne évolue en république des Deux Nations. La République devient une alternative à la Couronne pour désigner l'État polonais. La couronne du royaume de Pologne est également liée à d'autres symboles de la Pologne (en), tels que la capitale (Cracovie), les armes et le drapeau de la Pologne.

## Géographie
Le concept de la Couronne a aussi des aspects géographiques, en particulier liés à l'indivisibilité de la Pologne - Couronne - territoire Il peut également être considéré comme une division administrative, des territoires sous administration directe de l'État polonais. Du Moyen Âge à la fin du XVIIIe siècle, la Pologne, l'Ukraine et certains comtés limitrophes de Russie, Biélorussie, Moldavie, Slovaquie et Roumanie, entre autres, font partie du royaume de Pologne, puis de la république des Deux Nations, jusqu'à son effondrement final en 1795.

## Provinces
Les terres de la Couronne sont divisées en deux provinces : Petite-Pologne ((en polonais : Małopolska)) et Grande-Pologne ((en polonais : Wielkopolska)). Celles-ci sont à leur tour divisées en unités administratives appelées voïvodies (les noms polonais des voïvodies et des villes sont indiquées ci-dessous entre parenthèses).

### Province de Grande-Pologne

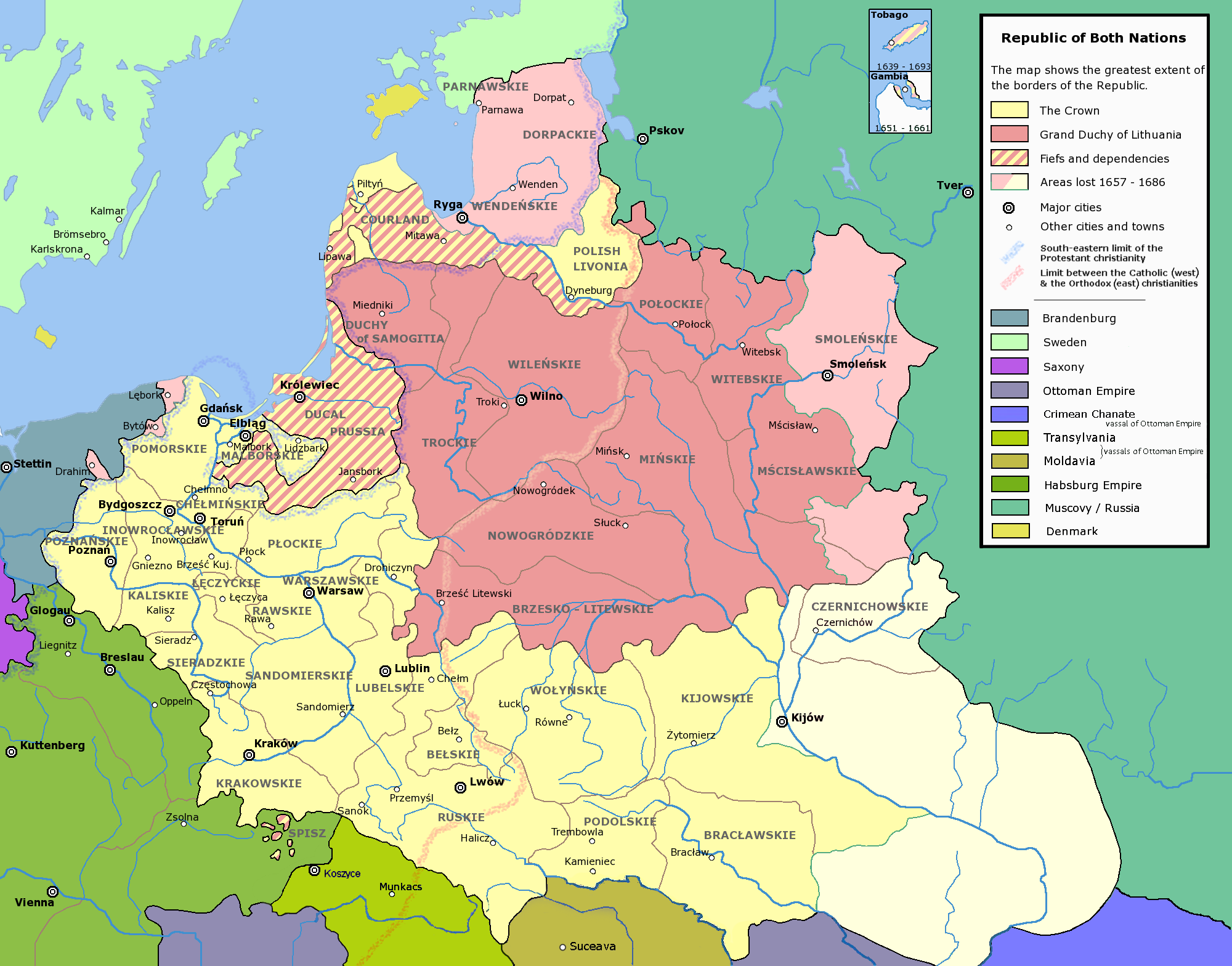
Voïvodies de la république des Deux Nations.

- Voïvodie de Brześć Kujawski (en) (województwo Brzesko-Kujawskie, Brześć Kujawski)
- Voïvodie de Gniezno (województwo gnieźnieńskie, Gniezno) de 1768
- Voïvodie d'Inowrocław (en) (województwo inowrocławskie, Inowrocław)
- Voïvodie de Kalisz (1314-1793) (województwo kaliskie, Kalisz)
- Voïvodie de Łęczyca (en) (województwo łęczyckie, Łęczyca)
- Voïvodie de Mazovie (województwo mazowieckie, Varsovie)
- Voïvodie de Poznań (XIVe siècle-1793) (województwo Poznańskie, Poznań)
- Voïvodie de Płock (1495-1793) (województwo płockie, Płock)
- Voïvodie de Podlachie (1513–1795) (województwo podlaskie, Drohiczyn)
- Voïvodie de Rawa (województwo rawskie, Rawa)
- Voïvodie de Sieradz (1339–1793) (województwo sieradzkie, Sieradz)
- Principauté-Évêché de Varmie

### Province de Petite-Pologne
- Voïvodie de Bełz (województwo bełzkie, Bełz)
- Voïvodie de Bracław (województwo bracławskie, Bracław)
- Voïvodie de Czernichów (województwo czernichowskie, Czernichów)
- Voïvodie de Kiev (województwo kijowskie, Kiev)
- Voïvodie de Cracovie (XIVe siècle-1795) (en) (województwo krakowskie, Cracovie)
- Voïvodie de Lublin (1474-1795) (województwo lubelskie, Lublin)
- Voïvodie de Podolie (województwo podolskie, Kamieniec Podolski)
- Voïvodie ruthène (województwo ruskie, Lwów)
- Voïvodie de Sandomir (województwo sandomierskie, Sandomierz)
- Voïvodie de Volhynie (1569-1795) (województwo Wołyńskie, Loutsk)
- Duché de Sievers (Siewierz)

### Province de Prusse royale (1569-1772)
Prusse royale (en polonais : Prusy Królewskie) est une province du royaume de Pologne de 1466 à 1569, puis de la république des Deux Nations jusqu'en 1772. La Prusse royale Prusse comprend la Pomérélie (Poméranie), le Kulmerland (région de Chełmno), la voïvodie de Marienbourg (Malbork), Dantzig (Gdańsk), Thorn (Toruń) et Elbing (Elbląg). L'historien polonais Henryk Wisner écrit que la Prusse royale appartenait à la province de Grande-Pologne.

## Fiefs

### Principauté de Moldavie
Vassale de la Pologne de 1387 à 1455 et de 1600 à 1618.

### Villes du comté de Szepes (1412-1795)
Par le traité de Lubowla, la Hongrie échange, contre un prêt de soixante fois le montant de 37 000 gros de Prague (environ sept tonnes d'argent pur), 16 villes de la région de Szepes et le droit de les incorporer à la Pologne jusqu'à ce que la dette soit remboursée. Les villes concernées sont : Biała, Ľubica, Wierzbów, Spiska Sobota, Poprad, Straże, Spiskie Włochy, Nowa Wieś, Spiska Nowa Wieś, Ruszkinowce, Wielka, Spiskie Podgrodzie, Maciejowce, Twarożne.